# Costa sassone
La Costa Sassone, in latino litus Saxonicum, era la linea di fortificazioni costruite tra il III e IV secolo sulla costa continentale europea, dalle Fiandre al Cotentin, e sulla costa sudorientale dell'Inghilterra per impedire le scorrerie dei Sassoni e dei Franchi.

## Storia
Questo sistema difensivo, e le truppe che vi erano dislocate, sono conosciuti solo per gli accenni contenuti nella Notitia dignitatum.
Sul continente questo sistema difensivo era limitato alla Manica e al Mare del Nord ed era incentrato su quattro punti chiave, tra cui Rouen e Avranches. Ognuna di queste quattro città aveva un contingente militare. Al comando del Litus Saxonicum continentale era un tribuno di stanza a Granona (ubicazione sconosciuta).
Sulla costa inglese sud-occidentale erano posizionati i seguenti luoghi fortificati: Portchester Castle, Pevensey, Lympne, Dover, Richborough, Reculver, Bradwell-on-Sea, Burgh Castle, Brancaster. Il comando era affidato al Comes litoris Saxonici per Britannias. È possibile che in Britannia questo sistema difensivo fosse stato costruito già nel tardo III secolo, al tempo della rivolta di Carausio. Del resto, si sa dalle fonti che prima di ribellarsi Carausio aveva ricevuto dal governo centrale il compito di difendere la costa dai pirati. Più a nord, le misure contro le incursioni presero la forma di depositi a Lincoln e Malton, con un complesso sistema di strade e stazioni, così che, all'occorrenza, le truppe potessero spostarsi rapidamente da un luogo all'altro.

## Forti

### In Gran Bretagna

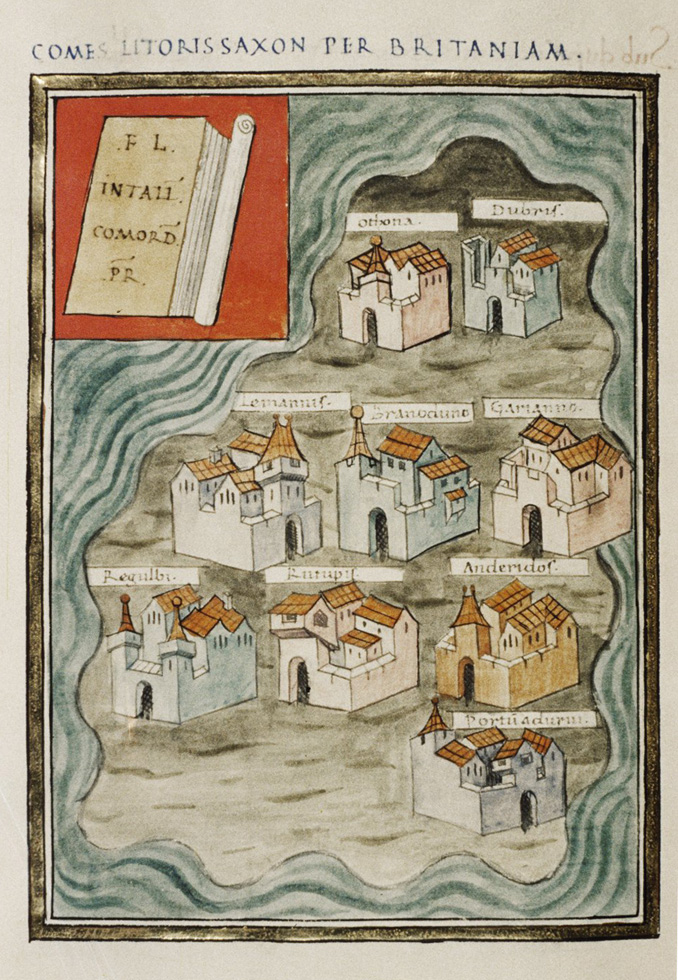
I nove forti britannici della Costa sassone raffigurati in un manoscritto della Notitia dignitatum.

I nove forti della Costa sassone sulla sponda britannica sono i seguenti, elencati da nord a sud:
- Branodunum (Brancaster, Norfolk) di 2,89 ettari di dimensione:
Uno dei primi forti, risalente agli anni attorno al 230, fu costruito per sorvegliare gli accessi al Wash e mostra la tipica forma rettangolare del castrum.[2] Era occupato dagli Equites Dalmatae Brandodunenses, sebbene vi siano indizi che la guarnigione originaria fosse stata la cohors I Aquitanorum.[3]
- Gariannonum (Burgh Castle, Norfolk) di 2,4 ettari:
Realizzato tra il 260 e il 275, controllava il fiume Yare (Gariannus Fluvius). Era occupato dagli Equites Stablesiani Gariannoneses.
- nome sconosciuto (Walton-Felixstowe, Suffolk): di 2,4 ettari circa:
Costruito tra il 276 ed il 285.
- Othona (Bradwell-on-Sea, Essex):
Era occupato dal Numerus Fortensium.
- Regulbium (Reculver, Kent) di 3,06 ettari:
Assieme a Branodunum fu uno dei primi forti ad essere costruiti, attorno al 210, per controllare l'estuario del Tamigi; anche questo ha la forma di un castrum.[4] Ospitava la cohors I Baetasiorum sin dal III secolo.
- Rutupiae (Richborough, Kent) di 2,5 ettari:
Un primo forte fu costruito già al tempo della conquista della Britannia. Un nuovo forte fu edificato nell'ambito del nuovo sistema di difesa, nel 277.

Ospitava la Legio II Augusta.
- Dubris (Dover Castle, Kent), una delle due basi principali della Classis Britannica:
Ospitava i Milites Tungrecani.
- Portus Lemanis (Lympne, Kent) di 3,4 ettari:
Ospitava il Numerus Turnacensium.
- Anderitum (Pevensey Castle, East Sussex) di 3,65 ettari:
Ospitava il Numerus Abulcorum.
- Portus Adurni (Portchester Castle, Hampshire) di 3,65 ettari:
Ospitava un Numerus Exploratorum.

Esistono alcuni altri siti che appartenevano chiaramente alla porzione britannica della Costa sassone, sebbene non siano inclusi nella Notitia, come i forti a Walton, nel Suffolk, oggi sprofondato nel mare a causa dell'erosione, e il forte a Caister-on-Sea; più a sud Carisbrooke Castle sull'Isola di Wight e Clausentum (Bitterne), nella moderna Southampton, sono considerati estensioni a occidente della linea di fortificazioni. Altri siti probabilmente connessi col sistema fortificato della Costa sassone sono il forte sprofondato a Skegness e i resti di possibile stazioni di segnalazione a Thornham nel Norfolk, Corton nel Suffolk e Hadleigh.
Più a settentrione lungo la costa furono costruiti depositi a Lindum (Lincoln) e Malton, da cui si dipartivano strade che raggiungevano le stazioni di segnalazione costiera: quando giungeva un allarme, le truppe potevano essere inviate tramite queste strade. Ancora più a nord lungo la costa, nel North Yorkshire, furono costruite alcune torri di sorveglianza costiera (a Huntcliff, Filey, Ravenscar, Goldsborough e Scarborough) che collegavano le difese meridionali alla zona militare settentrionale del Vallo di Adriano.

### In Gallia
Secondo la Notitia dignitatum esistevano due comandi separati incaricati di controllare la costa settentrionale della Gallia, entrambi appartenenti al sistema della Costa sassone. Va però notato che all'epoca della compilazione definitiva della Notitia (risalente al 420 circa) i Romani si erano già ritirati dalla Britannia.
Il comando più a nord era quello del Dux Belgicae secundae, avente il proprio quartier generale a Portus Aepatiaci e l'incarico di sorvegliare le coste della Belgica Secunda (all'incirca tra gli estuari della Schelda e della Somme):
- Marcae (luogo non identificato nei pressi di Calais, forse Marquise o Marck).
Assieme a Graronna è l'unico sito gallico di cui nella Notitia si dica esplicitamente che si trova in litore Saxonico. Ospitava gli Equites Dalmatae.
- Locus Quartensis sive Hornensis (probabilmente alla foce della Somme).
Era il porto della Classis Sambrica ("Flotta del Somme").
- Portus Aepatiaci (forse Étaples)
Ospitava i milites Nervii.

Sebbene non sia menzionato nella Notitia, il porto di Gesoriacum o Bononia (Boulogne-sur-Mer), che era stato la base principale della Classis Britannica fino al 296, sarebbe ricaduto sotto il Dux Belgicae Secundae.
Più a occidente, sotto il Dux tractus Armoricani et Nervicani, erano le coste della Normandia e dell'Armorica fino alla foce della Loira. La Notitia registra i seguenti siti:
- Grannona (locazione dubbia, o alla foce della Senna o a Port-en-Bessin).[10]
Nella Notitia è detta esplicitamente rientrante in litore Saxonico. Sede del dux, ospitava la Cohors I nova Armoricana.
- Rotomagus (Rouen).
Ospitava i milites Ursariensii
- Constantia (Coutances).
Ospitava la Legio I Flavia Gallicana Constantia
- Abricantis (Avranches).
Ospitava i milites Dalmati
- Grannona (non è chiaro se si trattasse di un luogo differente dalla prima Grannona, forse Granville).
Ospitava i milites Grannonensii
- Aleto o Aletum (Aleth, vicino a Saint-Malo).
Ospitava i milites Martensii
- Osismis (Brest).
Ospitava i milites Mauri Osismiaci
- Blabia (forse Hennebont).
Ospitava i milites Carronensii
- Benetis (forse Vannes).
Ospitava i milites Mauri Beneti
- Manatias (Nantes).
Ospitava i milites superventores